# 篠原美也子
篠原 美也子（しのはら みやこ、1966年10月30日 - ）は、東京都出身のシンガーソングライター。2002年に結婚を経て、現在1児の母でもある。

## 略歴
東京都立城北高等学校（現在の東京都立桐ケ丘高等学校）卒業。
メジャーデビューする前は、『誉久美』という名で音楽活動を行っていた。1993年4月21日、シングル「ひとり」でテイチクよりデビュー。同年5月21日、1stアルバム『海になりたい青』をリリースしたのを含め、シングル4枚、アルバム3枚をリリースする。
1993年10月～1995年10月の間、篠原美也子のオールナイトニッポンの水曜2部でパーソナリティーを務める。
1995年、東芝EMIに移籍し、5thシングル「名前の無い週末」、4thアルバム『河よりも長くゆるやかに』など、アルバム3枚、シングル5枚、マキシシングル1枚を出すが、1998年の6thアルバム『Magnolia』を最後に、メジャーレーベルからのCDリリースが終了する。
1999年から、ライブイベント『東京百歌』を中心にライブ活動を開始。
2001年2月24日、ソングバードより、通算7枚目となるアルバム『新しい羽根がついた日』をリリース。
2003年4月6日、TBC東北放送レギュラーラジオ「篠原美也子のありえない日々」スタート。4月21日に、デビュー10周年記念で初のセルフカバーアルバム『SPIRAL』をリリース。
2008年3月26日にデビュー15周年記念アルバム『SPIRAL anniversary edition』をリリース、続いて5月にはデビュー15周年セレクションアルバム『your song』をリリース。
2009年3月22日、「篠原美也子のありえない日々」が6年の歳月を経て終了。
2010年にセルフレーベル「SKYBEANS RECORDS」を立ち上げ、9月8日にセルフレーベル第一弾のアルバム『bird alone』をリリース。
2013年4月20日にデビュー20周年記念アルバム『青をひとつ、胸に抱いて』をリリース。10月12日より、宇都宮徹壱主筆のメールマガジン「徹マガ」で月一の連載「篠原美也子の月イチ雑食観戦記」を執筆し始める。
2015年11月25日にエッセイ集『スポーツに恋して 感傷的ウォッチャーの雑食観戦記』を刊行。
現在も様々なライブや音源の発表を行っている。

## ディスコグラフィ

### シングル
| No. | 発売日         | タイトル         | C/W曲                            | 備考                                                                 |
| --- | -------------- | ---------------- | -------------------------------- | -------------------------------------------------------------------- |
| 1   | 1993年4月21日  | ひとり           | Passing                          | ｰ                                                                    |
| 2   | 1993年10月21日 | 誰の様でもなく   | 言わなきゃ                       | 「誰の様でもなく (Single ver.)」・「言わなきゃ」ともにアルバム未収録 |
| 3   | 1994年5月21日  | ジレンマ         | 花束                             | 「花束」はアルバム未収録                                             |
| 4   | 1994年10月21日 | ありふれたグレイ | 情熱                             | -                                                                    |
| 5   | 1995年9月6日   | 名前の無い週末   | 二度目のサヨナラ                 | 「二度目のサヨナラ」はアルバム未収録                                 |
| 6   | 1996年3月6日   | 前髪             | もう一人の恋人                   | 「前髪 (Single ver.)」「もう一人の恋人」ともにアルバム未収録         |
| 7   | 1996年10月9日  | Good Friend      | broken                           | 「broken」はアルバム未収録                                           |
| 8   | 1997年1月1日   | Always           | 風の背中                         | -                                                                    |
| 9   | 1998年4月8日   | Still            | life is a traffic jam 淋しいのは | 初のマキシシングル                                                   |
| 10  | 1998年10月7日  | ガラスの靴       | 死にたいほどの夜                 | -                                                                    |
| ＊  | 2013年5月4日   | MAMA DON'T CRY   | 生まれ来る子供たちのために       | 篠原美也子・榊いずみ・加藤いづみの3人が参加した企画シングル          |

### オリジナルアルバム
| No. | 発売日         | タイトル               | 備考                                                                                        |
| --- | -------------- | ---------------------- | ------------------------------------------------------------------------------------------- |
| 1   | 1993年5月21日  | 海になりたい青         | 1stシングル「ひとり」を収録                                                                 |
| 2   | 1993年11月21日 | 満たされた月           | 2ndシングル「誰の様でもなく」をアルバムバージョンで収録                                     |
| 3   | 1994年11月23日 | いとおしいグレイ       | 3rdシングル「ジレンマ」・4thシングル「ありふれたグレイ」を収録                              |
| 4   | 1995年10月4日  | 河よりも長くゆるやかに | 5thシングル「名前の無い週末」を収録                                                         |
| 5   | 1997年2月5日   | Vivien                 | 6thシングル「前髪」～8thシングル「Always」までを収録（「前髪」はアルバムバージョン）        |
| 6   | 1998年11月6日  | Magnolia               | メジャーレーベルからリリースされた最後の作品, マキシシングル「Still」・「ガラスの靴」を収録 |
| 7   | 2001年2月24日  | 新しい羽根がついた日   | インディペンデント第一弾。反町隆史への提供曲のセルフカバーを収録                            |
| 8   | 2002年4月24日  | bird's-eye view        | -                                                                                           |
| 9   | 2004年3月10日  | 種と果実               | 『Magnolia』以来5年ぶりのバンド録音のフルアルバム                                           |
| 10  | 2005年4月27日  | us                     | 初のラブソングアルバム。和久井映見への提供曲のセルフカバーを収録                            |
| 11  | 2006年4月26日  | radiant                | -                                                                                           |
| 12  | 2007年4月25日  | 桜花繚乱               | -                                                                                           |
| 13  | 2010年9月8日   | bird alone             | セルフレーベル「SKYBEANS RECORDS」でのリリース第一弾                                        |
| 14  | 2011年10月19日 | 花の名前               | -                                                                                           |
| 15  | 2017年6月3日   | STAY FOOLISH           | -                                                                                           |
| 16  | 2017年10月22日 | Lighthouse Keeper      | -                                                                                           |

### 企画アルバム
| 種類         | 発売日        | タイトル                   | 備考                                                                                                   |
| ------------ | ------------- | -------------------------- | --- |
| セルフカバー | 2003年4月21日 | SPIRAL                     | デビュー10周年記念盤                                                                                   |
| 企画アルバム | 2003年7月20日 | 夏ノ花                     | 奥井亜紀とのユニット「福娘。」名義でリリースされたミニアルバム                                         |
| セルフカバー | 2004年4月21日 | everything is passing      | - |
| セルフカバー | 2005年4月27日 | half moon                  | - |
| セルフカバー | 2008年3月26日 | SPIRAL anniversary edition | 2003年発売のセルフカバーアルバム『SPIRAL』に新録として「永遠を見ていた」「秒針のビート」を加えた再発盤 |
| ベスト       | 2008年5月8日  | your song                  | 15周年記念の2枚組ベスト                                                                                |
| ライブ       | 2009年9月12日 | いずれ散りゆく花ならば     | 期間限定発売                                                                                           |
| セルフカバー | 2013年4月20日 | 青をひとつ、胸に抱いて     | デビュー20周年記念盤。HP通販およびライブ会場限定発売                                                   |

### オムニバスアルバム
- 1999年3月17日 オムニバスアルバム『恋ものがたり』
「風の背中」で参加。
- 2002年9月26日 オムニバスアルバム『青春の歌姫たち10～GOOD TIMES DIVA Vol.10～』
「ひとり」で参加。
- 2006年2月22日 オムニバスアルバム『君のうた 僕のうた vol.10』（上記の『青春の歌姫たち』の再発盤）
「ひとり」で参加。

## タイアップ一覧
| 年     | 曲名     | タイアップ                                               | 初出作品           |
| ------ | -------- | -------------------------------------------------------- | ------------------ |
| 1997年 | Always   | TBS系『会いたい』エンディングテーマ                      | シングル「Always」 |
| 1997年 | 風の背中 | TBS系『箱根駅伝』テーマソング                            | シングル「Always」 |
| 1997年 | 春の日   | TBS系『上岡龍太郎スペシャル 会いたい』エンディングテーマ | アルバム『Vivien』 |

## 楽曲提供
- 紅月ノリコ

既望 （作詞：篠原美也子、作曲：紅月ノリコ、編曲：紅月ノリコ・野地智啓・山際秀人、弦編曲：笹沢早織）
- 反町隆史

WIND IS GONE （作詞：反町隆史、作曲：篠原美也子、編曲：中山弘）
PIECE OF LOVE （作詞：反町隆史、作曲：篠原美也子、編曲：中山弘）
- 三重野瞳

週末の永遠 （作詞：三重野瞳、作曲：篠原美也子、編曲：野崎圭一・三重野瞳）
泣かないで （作詞：三重野瞳、作曲：篠原美也子、編曲：野崎圭一・三重野瞳）
- 和久井映見

HOPE〜新しい未来のために〜 （作詞・作曲：篠原美也子、編曲：菅原弘明）

## 著書
- 『スポーツに恋して』（花伝社、2015年11月25日）ISBN 9784763407573

## DVD
- 2006年5月26日『記憶の記録』

## ラジオ
- 1993年 - 1995年 篠原美也子のオールナイトニッポン
- 篠原美也子のWEEK END/W NO NAME（NACK5）
- 2003年 - 2009年 篠原美也子のありえない日々（TBCラジオ）